# Neon Genesis Evangelion: Death & Rebirth
'Neon Genesis Evangelion: Death & Rebirth (яп. 新世紀エヴァンゲリオン 劇場版 シト新生, Шін Сейкі Евангеріон Гекідзьо-бан: Ши до Шінсея), також латинизоване в Японії як Evangelion: Death & Evangelion: Rebirth, японське аніме у жанрі наукової фантастики та психологічної драми. Це перша частина повнометражного проекту Neon Genesis Evangelion і складається з двох частин. Проект, загальна назва якого буквально перекладається як «Євангеліє нового століття: фільм», був випущений у відповідь на успіх телесеріалу та великий попит шанувальників на альтернативну кінцівку. З тих пір його компоненти були перередаговані та перевипущені кілька разів.

## Сюжет

### Evangelion: Death
Перший розділ Evangelion: Death, є повтором сцен з перших 24 епізодів Neon Genesis Evangelion у формі шоу кліпу разом із додатковою анімацією, створеною після оригінальної трансляції шоу. Це включає в себе сцени з оригінального шоу, перемальовані кадр за кадром, абсолютно нові кадри, що доповнюють існуючі послідовності, і зв'язуючі сегменти, засновані на передумові чотирьох головних героїв, які грають Канон Пахельбеля як струнний квартет. Деякі додаткові знімки та перемальовану анімацію пізніше буде перемонтовано в розширені «домашні відеоверсії» епізодів 21-24, включені на японський VHS/Laserdisc та американську та європейську «Platinum Collection». Випуски серіалу, широко відомі на заході як версії «режисерської версії», хоча немає чіткого обґрунтування ролі режисера Хідеакі Анно в них. «Смерть» закінчується титрами в супроводі аранжування подвійного струнного квартету канону Пахельбеля.
Evangelion: Death (True) показано на японському супутниковому телеканалі WOWOW; цю другу частину «Євангеліон: Смерть» перемонтував Масаюкі, який виконував кілька творчих ролей протягом усього виробництва франшизи, видаливши деякі зайві кадри, нові для цієї функції. Це було вперше випущено на домашньому відео в рамках бокс-сету Archives of Evangelion DVD 26 серпня 2015 року.

### Evangelion: Rebirth
Другий розділ Evangelion: Rebirth, складається приблизно з 24 хвилин абсолютно нової анімації, яка зрештою сформує першу третину фільму з альтернативною кінцівкою Кінець Євангеліона, випущеного чотири місяців потому як другий етап у проекті Neon Genesis Evangelion: Death & Rebirth. Будучи попереднім переглядом, поки «Кінець» ще був у виробництві, «Відродження» охоплює лише початкову підготовку проекту Human Instrumentality та вторгнення на Геофронт JSSDF, що закінчується прибуттям Масове виробництво Evas. Через його незавершений стан існують відмінності між «Rebirth» і частиною завершеного «The End of Evangelion», яку він охоплює. Ці відмінності включають редагування, знімки, які пізніше були повністю перемальовані, і звукові доріжки, які були замінені або додатково відредаговані. Розділ закінчується титрами, які супроводжуються піснею Tamashii No Refrain Йоко Такахаші.

## У ролях
| Символ             | Японська         | Англійська                      | Англійська           |
| Символ             | Японська         | Gaijin Productions/Манга (2002) | VSI/Netflix (2019)   |
| ------------------ | ---------------- | ------------------------------- | -------------------- |
| Ікарі Сіндзі       | Мегумі Огата     | Спайк Спенсер                   | Кейсі Монгілло       |
| Місато Кацурагі    | Котоно Міцуїсі   | Еллісон Кіт                     | Керрі Керанен        |
| Рей Аянамі         | Мегумі Хаясібара | Аманда Вінн-Лі                  | Райан Бартлі         |
| Аска Ленглі Сорю   | Юко Міямура      | Тіффані Грант                   | Стефані Маккеон      |
| Каору Нагіса       | Акіра Ішіда      | Аарон Крон                      | Кліффорд Чепін       |
| Гендо Ікарі        | Фуміхіко Тачікі  | Трістан МакЕвері                | Рей Чейз             |
| Реджі Каджі        | Коічі Ямадера    | Аарон Крон                      | Грег Чун             |
| Ріцуко Акагі       | Юріко Ямагуті    | Сью Улу                         | Еріка Ліндбек        |
| Козо Фуюцукі       | Мотому Кійокава  | Майкл Росс                      | Дж. П. Карляк        |
| Тоджі Сузухара     | Томокадзу Секі   | Бретт Вівер                     | Джонні Йонг Бош      |
| Кенсуке Аїда       | Тецуя Іванага    | Курт Столл                      | Бен Діскін           |
| Макото Х'юга       | Хіро Юкі         | Кіт Берджесс                    | Даніель МК Коен      |
| Шігеру Аоба        | Такехіто Коясу   | Джейсон С. Лі                   | Біллі Камец          |
| Майя Ібукі         | Мікі Нагасава    | Емі Сілі                        | Крістін Марі Кабанос |
| Кіль Лоренц        | Мугіхіто         | Том Букер                       | D.C. Дуглас          |
| Хікарі Горакі      | Дзюнко Івао      | Кімберлі Єйтс                   | Еббі Тротт           |
| Пен Пен            | Мегумі Хаясібара | Аманда Вінн-Лі                  | Черамі Лі            |
| Наоко Акагі        | Міка Дой         | Лаура Чепмен                    |                      |
| Юі Ікарі           | Мегумі Хаясібара | Аманда Вінн-Лі                  |                      |
| Кіоко Цепелін Сорю | Марія Кавамура   | Кімберлі Єйтс                   |                      |

## Виробництво та випуск
«Death» та «Rebirth» були спродюсовані Kadokawa Shoten, Gainax, TV Tokyo, Sega і Toei Company.
Фільм посів друге місце в японському прокаті, відразу після відкриття 101 далматинець. Загальний валовий збір об'єкта склав 1,87 мільярда доларів.
30 липня 2002 року Manga Entertainment випустила «Death» і «Rebirth» на VHS і DVD як у дубляжі, так і в субтитрах під назвою "Neon Genesis Evangelion: Death & Rebirth.
26 липня 2005 року Manga Entertainment випустила «Death & Rebirth» і «The End of Evangelion» разом у Сполучених Штатах у вигляді комплекту з двох дисків.
Англійське виробництво внесло такі ж творчі зміни в дубляж фільму, як і в «Кінці Євангелія». Однією з помітних змін стала зміна звукового ефекту між сценою Реджі Каджі на сцену з Сіндзі, яка повідомляє Аска про свою смерть. Відповідно до коментаря до DVD, англійський режисер ADR Аманда Вінн-Лі, також голос Рей у дубляжі, відчув, що звук не був належним «пострілом» і замінив його на більш відвертий ефект. Однак у японському сценарії згадується, що звуковий ефект — це зовсім не постріл, а скоріше звук ляпаса (наступна сцена означає, що Аска вдарила Шінджі по обличчю).

## Revival of Evangelion
Останній етап проекту «Neon Genesis Evangelion: фільм», театралізована версія з романизованою назвою «Відродження Євангеліона», вийшов на екрани 8 березня 1998 року, що складається з «Death (true)²». (третє, додаткове редагування «Death (true)», з кількома вилученими кадрами, важливими для сюжету, відредагованим назад), після чого чотирихвилинна перерва, а потім завершений «Кінець Євангеліона». У 2015 році «Відродження» було випущено на японському бокс-сеті «Renewal of Evangelion» Blu-ray разом із «Кінцем» та оригінальними театральними версіями «Смерті» та «Відродження». «Death (True)» також є найпоширенішою версією на Заході, її обрали Netflix і GKIDS для служби розповсюдження та Blu -ray box set відповідно. «Death (True)²» і «End» розділені в цих вестерн-релізах, видаляючи антракт, але деякі кампанії все ж об'єднали їх під банером «Neon Genesis Evangelion: The Feature Film».

## Прийом
Кріс Беверідж із «Манії» поставив загальну оцінку «A−». Роберт Нельсон з T.H.E.M. Anime Reviews дали йому 3 з 5. «Japan Cinema» дав фільму C+. Адам Арнольд із «Animefringe» дав фільму загальну оцінку 72 %.